# Hüttenberg (Austria)
Hüttenberg è un comune austriaco di 1 459 abitanti nel distretto di Sankt Veit an der Glan, in Carinzia; ha lo status di comune mercato (Marktgemeinde). Nel 1973 ha inglobato i comuni soppressi di Lölling (tranne il comune catastale di Hinterberg, assegnato a Klein Sankt Paul), Sankt Johann am Pressen e Sankt Martin am Silberberg (quest'ultimo era già stato accorpato a Hüttenberg nel 1865, per tornare autonomo nel 1924).

## Monumenti e luoghi d'interesse
- Castel Süßenstein
- Castello di Lölling nell'omonima frazione.